# Глоба, Павел Павлович
Па́вел Па́влович Гло́ба (род. 16 июля 1953, Москва) — советский и российский астролог, телеведущий, радиоведущий и писатель.

## Биография
Родился 16 июля 1953 года в Москве. Отец — Павел Филиппович Глоба (7 января 1918 — 28 октября 1983), художник-пейзажист и баталист, член Союза художников СССР, происходил из малороссийского дворянского рода. Мать — Нина Ивановна Глоба (д. Гантимурова) (род. 1926), из рода князей Гантимуровых, врач, занималась также целительством (лечила наложением рук). Его дед по матери также был врачом и астрологом, а бабушка, по словам Глобы, являлась вывезенной из Персии дедом зороастрийкой, происходившей из рода гебров. Глоба утверждает, что поскольку в их доме хранились старинные книги по астрологии, то ещё в детстве дед стал обучать его начальным познаниям в этой области.
В 1982 году окончил Московский историко-архивный институт по специальности «историк-архивист».
С 1982 года по 1984 год работал в Московском городском архиве.
С 1984 по 1988 год работал ночным сторожем.
С 5 января 1998-го по 31 декабря 2008 года вёл программу «Глобальные новости» на ТНТ. В 2011 году передача вернулась на телеканале «Где и кто» под названием «Глобальный прогноз», однако вскоре снова закрылась. На апрель 2022 года она выходит на радио «Ретро FM». Член редакционного совета общеукраинской еженедельной газеты «Бульвар Гордона».
По вероисповеданию считает себя зороастрийцем.

## Общественная деятельность
В 1980-е годы на фоне нового всплеска интереса в советском обществе к астрологии Глоба стал заниматься возрождением «авестийской астрологии», создав «Авестийскую ассоциацию астрологии», а также Комиссию по космобиологии при Федерации гимнастики ушу СССР, где занял место председателя, а свою супругу Тамару назначил заместителем председателя. По утверждению Глобы, для углубления своих познаний в астрологии он совершил путешествие к учителям, живущим в Бадахшане и Индии. С 1989 года — ректор Астрологического института. С 1992 года — астролог и руководитель «Центра Павла Глобы». Учредитель и почётный президент Авестийской республиканской белорусской ассоциации. Является автором 40 книг популярного жанра. Выступал в ряде СМИ в качества консультанта по астрологии.

## Взгляды
Глоба — сторонник эзотерических воззрений традиционалистского толка, в основе которых лежит идея инволюции и утверждается, что развитие любой цивилизации имеет регрессивный характер и ведёт к одичанию и упадку. Он отрицает возможность научного познания мира, считая, что нужно опираться на мифы и предания, в которых сохранились сведения о древнейших временах, неизвестных современным учёным. В вопросах происхождения человека Глоба также придерживается эзотерического подхода, утверждая, что большая часть земных человеческих рас являются пришельцами с далёких звёзд, при этом каждая из них представляет собой отдельную цивилизацию. Так белые люди причисляются Глобой к «ариям», а также утверждается, что на Земле им предшествовали другие четыре расы, из которых «голубая» являлась коренной, а остальные три («жёлтая», «красная» и «чёрная») прибыли из космического пространства. Он полагает, что местом обитания «голубой» и «красной» являлась Антарктида, «жёлтая» проживала в Тихом океане на Пацифиде, а «чёрная» существовала в Индийском океане на Лемурии. В свою очередь, «арии», по мнению Глобы, проживали в Арктиде, которую он отождествляет с полуостровом Лабрадор, где когда-то якобы были более благоприятные климатические условия, способствовавшие расцвету данной цивилизации. В дальнейшем, примерно 26 тыс. лет до н. э., космическая катастрофа, произошедшая из-за уничтожения планеты Фаэтон, повлекла за собой изменение оси Земли и привела к затоплению прежде существовавших крупных материков, а населявшие их люди были вынуждены спасаться бегством, покидая родные места, что в конечном счёте и привело к смешению ранее существовавших рас. Тем не менее Глоба утверждает, что отдельно взятые народы сумели сохранить некоторые отличительные черты, присущие древним расам. Так, полагает он, древние ассирийцы, вавилоняне и шумеры стали наследниками «голубой расы», а из современных народов таковыми являются арабы и евреи. Китайцы и прочие монголоидные популяции стали преемниками «жёлтой расы». В свою очередь, «чёрная раса» заселила Африку, а «красная раса» стала основоположником как Древнего Египта, так и индейцев Америки. Касаясь «ариев», Глоба утверждает, что их потомки распространились в Европе и Индии, при этом в наиболее полном виде их наследие смогли сберечь немцы, прибалты, скандинавы и славяне. Каждая из рас наделяется им какими-то определёнными способностями и знаниями, которые присущи только ей одной:
1) «голубая раса» обладает математическими способностями;
2) «жёлтая раса» умеет создавать гармонию;
3) «чёрная раса» выделяется могущественными чародеями и магами;
4) «красная раса» славится знатоками алхимии.
«Арии» же, в представлении Глобы, занимают особое положение и внесли самый ценный вклад в развитие человеческой культуры, поскольку являются носителями «морально-этического закона Космоса», который положен в основание мироустройства, а значит и приверженцами изначальной религиозной традиции, которую они затем принесли и всем остальным народам.
Глоба, несмотря на свой скепсис по отношению к научному знанию, отслеживает выход научной литературы и следит за научными открытиями, как и пробует ссылаться на них в том случае, когда считает, что они совпадают с его взглядами. Примером этого служит биография Заратуштры, про которого известно немного и поэтому возможны различные версии, из которых Глоба отдаёт предпочтение британскому иранисту Мэри Бойс, считавшей, что зороастрийский пророк жил в заволжских степях в бронзовом веке. Глоба убеждён, что данная версия прекрасно подходит для объяснения перемещения «ариев» из Арктиды в направлении юга вдоль Уральских гор вплоть до самого Южного Приуралья, где они перешли в оседлому образу жизни и основали здесь своё государство. Как и миф об Аркаиме, где данное поселение представлено как «храм» и «обсерватория», что позволило Глобе связать его с «астрологическими знаниями». Кроме того, он убеждён, что Южное Приуралье выступило не только в качестве «второй родины ариев», но и как «духовный центр всего арийского эгрегора и, в первую очередь, России», а значит, именно здесь находится место спасения человечества от грядущей катастрофы.
Особое место в эсхатологическом учении Глобы занимает Россия, поскольку он убеждён, что именно ей суждено «дать миру новый духовный свет и стать центром духовного возрождения человечества». В 1995 году он утверждал, что именно на территории России должно произойти второе пришествие Иисуса Христа, а произойти, по словам Глобы, это должно было в 2003 году при переходе от эры Рыб к эре Водолея. Кроме того, по предсказанию Глобы в 1997 году следовало ожидать «подъём России из пепла», а после 2003 года должен был произойти «духовный расцвет», а также обязательно должно было состояться объединение русских с украинцами и белорусами в «единое славянское государство». При этом все указанные события должны были произойти при участии «учения древних ариев», или зороастризма. В 2012 году он внёс изменения в свой прогноз, в котором ещё раз подчёркивалось, что в 2003 году в свои права вступила эра Водолея, однако также указывалось, что революционные события в 2011 году на Ближнем Востоке и в Северной Африке свидетельствуют о переустройстве в мире. Согласно предсказанию Глобы должно произойти восстановление Российской империи, вокруг которой сплотятся страны постсоветского пространства, а сама она превратится в последний оплот христианства, где верующие могут рассчитывать на спасение, как от «исламской революции», так и от китайского наступления с востока. Затем этим христианам суждено стать «индоевропейцами», стремящимися не только найти убежище в России, страдая от вторжения «завоевателей всех цветов», но и таким образом вернуться на свою «историческую родину Гиперборею».

## Критика
Археолог, этнолог и антрополог В. А. Шнирельман называет Глобу «известный астролог, пропагандист оккультных наук». Он указывает, что рассуждения Глобы о человеческих расах «является не более чем эклектическим изложением эзотерических концепций конца XIX — первой половины XX в.» и отмечает, что «отождествляя физический („расовый“) тип с интеллектуальными способностями, это учение не только создаёт стереотипы, но фактически оживляет один из важнейших постулатов расовой теории, лежащий в основе расизма». Он подчёркивает, что «Глоба делит людей на „западных“ и „восточных“ с якобы имманентно свойственными им кардинально разными типами сознания и системы ценностей» и «настаивает на коренных психологических различиях между „европейцами, потомками протоариев, и азиатами, воплощающими две формы коллективной психологии — солярную и лунарную“» и "заявляет: «Что приемлемо для представителя белой расы… то не может быть принято человеком „восточного типа“…»". В то же время Шнирельман обращает внимание на то, что «Глоба учит, что граница между Добром и Злом проходит в душе человека, а не между расами, национальностями или странами», хотя и «не избегает искушения указать на некие внешние признаки, якобы безошибочно определяющие характер человека», примером которого служат «чёрные курчавые волосы будто бы связаны с инфантилизмом и ленью, а „неправильное произношение“ звука „р“ обнаруживает злого человека». Шнирельман отмечает, что хотя в книге «Астрологический прогноз для России на XXI век. Конец света отменяется!», вышедшей в 2012 году, «Глоба избегал термина „раса“, он сохранил приверженность эзотерической расовой теории — просто „арийцы“ превратились в „индоевропейцев“», а разговор по сути стал идти «о „спасении белой расы“ от экспансии других „агрессивных рас“, что порывало с традицией классической эзотерики и подхватывало лозунги современных расистов», поскольку «вместо прихода шестой расы на смену пятой („арийской“) Глоба настаивал на необходимости спасения последней от натиска неких иных рас». Таким образом получилось, что «сохранив идею космического влияния на земные процессы, он отказался от представления о внеземном происхождении отдельных рас». Теперь Армагеддон изображался Глобой «в виде столкновения не абстрактных сил Света и Тьмы, а христианской и „арабской“ цивилизаций», из чего следовало, что «подобно австрийским ариософам, он наделил эссенциальными позитивными или негативными качествами реальные историко-культурные общности». И несмотря на то, что «ариософы однозначно понимали под „семитами“ евреев», Глоба в своей новой концепции понимает под ними арабов, в то время как «арийцы» теперь стали им рассматриваться как христиане.
Старший преподаватель кафедры методики преподавания физики физического факультета Белорусского государственного педагогического университета, астроном А. А. Шимбалёв указывает, что «анализ работ Павла Глобы и его учеников показывает, что они представляют и пропагандируют новую эклектическую псевдорелигиозную систему, достаточно далёкую от древнего и современного зороастризма», поскольку она «жёстко связана с астрологией и имеет утилитарный характер», а «общества, созданные Павлом Глобой, занимаются изучением астрологии и её коммерческим использованием». Приведя в качестве примера «Календарь ариев» авторства Павла Глобы, который был издан в 1994 году в Минске издательством «Хварна», Шимбалёв указывает, что в тексте «содержатся рекомендации явно религиозного характера, причём очень неясного и сомнительного содержания», а представленные там советы «более подходят для представителей спиритических обществ, ставящих своей целью контакт с душами умерших». Кроме того, он подчёркивает, что «эта работа и другие, являющиеся продуктом деятельности Павла Глобы и его школы пронизаны демонологией (учением о демонах), самобытным оккультизмом и явно выраженными религиозными представлениями» и что «книги, брошюры и статьи, издаваемые ими, характеризуются дилетантизмом, низкой культурой и часто написаны неграмотно, без соблюдения падежей и согласования слов в предложениях». Также Шимбалёв отмечает, что «предсказания и откровения Павла Глобы и его учеников носят антинаучный характер», приводя в качестве доказательства цитату из минской газеты «Добрый вечер» за 18 августа 1994 года и высказав мнение, что «она скорее являет собой образец бреда», поскольку в астрономии под кометами понимаются «малые тела Солнечной системы, состоящие из смеси льда и камней, размерами от сотен метров до нескольких десятков километров», которые представляют собой «обычные космические тела, имеющие слишком малую массу, чтобы влиять хоть как-то на Землю, не говоря уже об отдельных людях».

## Семья
Официально был женат четыре раза. Самой известной его женой была астролог Тамара Михайловна Глоба (урожд. Ерзова; род. 16 марта 1957).
Дочь — Анастасия (род. 1983), сын — Богдан (род. 1987).

## Фильмография
- 2009 — Питерские каникулы — астролог[17].

## Сочинения
- 1991 — Он, она и… звёзды. (Совм. с Тамарой Глоба) — Л.: ИМА-Пресс-Реклама
- 1991 — О чём молчит Луна. (Совм. с Тамарой Глоба) — Л.: ИМА-Пресс-Реклама
- 1991 — Анализ и синтез космограмм. — Л.: Тритас
- 1992 — Космический паспорт. — Мн.: НОВИК
- 1992 — Космогенезис. (Совм. с Н. Коровяком) — Аша
- 1992 — Краткая предсказательная астрология. — М.
- 1992—1994 — Авестийская астрология: Лекции. I—IV курс./ Глоба П., Глоба Т., Коровяк Н. и др. — М.: АША
- 1993 — Мистерии домов гороскопа. — М.: Арта
- 1993 — Оккультный Булгаков. (Совм. с Б. Романовым) — М.
- 1993 — Популярная астрология. — Мн.: Хварна
- 1994 — Мистерии звёздной астрологии. — М.: Арта
- 1994 — Неподвижные звёзды. — Мн.: Хварна
- 1994 — Двенадцать мистерий судьбы. — Мн.: ТФ «АША»
- 1994 — Древний календарь совместимости партнёров. — М.: Арта
- 1994 — Календарь ариев. — Мн.: Хварна
- 1994—1995 — Стражи неба против проявлений зла./ Конспект лекций П. П. Глобы и Н. О. Коровяка. В 3-х ч. — М.; Мн.
- 1996 — Лунная астрология. — М.: Арта
- 1996 — «Живой огонь. Учение древних ариев» — М.: Вагриус
- Серия ежегодных книг «Календарь зороастрийский».
- Когда наступит день. Календарная система древних ариев.
- Время Орла. Авестийский астрокалендарь. Система зороастрийских праздников.
- 2000 — Митра — владыка рассвета. — Минск: ААОО «Астра».
- 2005 — Астрология имени. — Мн.: ААОО «Астра».
- 2006 — Жребий Белой Руси. — Мн.: ААОО «Астра».
- 2008 — «Вступаем в этап нового космического путешествия» — М.: Вестник авестийской астрологии № 1
- Знаменитые Скорпионы. — М.: Эксмо, 2010. (в соавторстве с Ф. И. Раззаковым)
- Знаменитые Стрельцы. — М.: Эксмо, 2010. (в соавторстве с Ф. И. Раззаковым)
- Знаменитые Козероги. — М.: Эксмо, 2011. (в соавторстве с Ф. И. Раззаковым)
- Знаменитые Водолеи. — М.: Эксмо, 2011. (в соавторстве с Ф. И. Раззаковым)